# Août 1773

## Naissances
- 16 août : Louis-Benjamin Francœur (mort en 1849), mathématicien français.
- 29 août : Aimé Bonpland (mort en 1858), botaniste français.

## Sciences
- 10 août : découverte de la galaxie NGC 205, par Charles Messier.